# Giuseppe Cerulli Irelli (deputato)
Giuseppe Cerulli Irelli (Teramo, 13 marzo 1846 – Teramo, 15 aprile 1912) è stato un politico italiano.

## Biografia
Nato a Teramo nel 1846 come Giuseppe Cerulli, nel 1868 assunse il cognome doppio Cerulli Irelli in seguito al matrimonio con Giuseppina Irelli, figlia del senatore e già sindaco di Teramo Vincenzo Irelli. Dal matrimonio nacquero Vincenzo, anche lui deputato, Gastone, Serafino, geologo e paleontologo, Pasquale (padre del senatore Giuseppe Cerulli Irelli) e Quintino. Era inoltre fratello dell'astronomo Vincenzo Cerulli.
Alle elezioni politiche del 1876 fu eletto nel collegio di Giulianova alla Camera dei deputati nelle file della Sinistra storica per la XIII legislatura. Mantenne tale incarico per altre tre legislature, fino al 1890; si ripresentò poi, nello stesso collegio, alle elezioni politiche del 1892, vincendo nuovamente il seggio per la XVIII legislatura e mantenendolo, per altre cinque legislature, fino alla morte, avvenuta nella città natale nel 1912.